# Liste der Test Matches der uruguayischen Rugby-Union-Nationalmannschaft
Die nachfolgende Liste enthält alle Test Matches (Länderspiele) der uruguayischen Rugby-Union-Nationalmannschaft der Männer. Uruguay bestritt das erste offizielle Test Match am 5. August 1948 gegen Chile.

## Übersicht der Test Matches
Legende
- Erg. = Ergebnis
- n. V. = nach Verlängerung
- H = Heimspiel
- A = Auswärtsspiel
- N = Spiel auf neutralem Platz
- Hintergrundfarbe grün = Sieg
- Hintergrundfarbe gelb = Unentschieden
- Hintergrundfarbe rot = Niederlage

### 1948–1979
| Nr. | Datum      | Erg.  | Gegner      |   | Austragungsort                                  | Anlass                       | Bemerkung                                                                                      |
| --- | ---------- | ----- | ----------- | - | ----------------------------------------------- | ---------------------------- | ---------------------------------------------------------------------------------------------- |
| 01. | 05.08.1948 | 3:21  | Chile       | N | Gimnasia y Esgrima, Buenos Aires                | Freundschaftsspiel           | erstes Test Match gegen Chile                                                                  |
| 02. | 11.09.1950 | 8:6   | Brasilien   | H | Montevideo                                      | Freundschaftsspiel           | erstes Heimspiel erstes Test Match gegen Brasilien erster Sieg gegen Brasilien erster Heimsieg |
| 03. | 09.09.1951 | 0:62  | Argentinien | A | Gimnasia y Esgrima, Buenos Aires                | Südamerikameisterschaft 1951 | erstes Auswärtsspiel erstes Test Match gegen Argentinien                                       |
| 04. | 13.09.1951 | 8:3   | Chile       | N | Gimnasia y Esgrima, Buenos Aires                | Südamerikameisterschaft 1951 | erster Sieg gegen Chile                                                                        |
| 05. | 16.09.1951 | 17:10 | Brasilien   | N | Gimnasia y Esgrima, Buenos Aires                | Südamerikameisterschaft 1951 |                                                                                                |
| 06. | 05.09.1953 | 0:3   | Brasilien   | H | Montevideo Cricket Club, Montevideo             | Freundschaftsspiel           |                                                                                                |
| 07. | 15.08.1956 | 3:6   | Chile       | A | Prince of Wales Country Club, Santiago de Chile | Freundschaftsspiel           |                                                                                                |
| 08. | 11.10.1958 | 9:34  | Chile       | A | Stade Français, Santiago de Chile               | Südamerikameisterschaft 1958 |                                                                                                |
| 09. | 15.10.1958 | 3:50  | Argentinien | N | Club Everton, Viña del Mar                      | Südamerikameisterschaft 1958 |                                                                                                |
| 10. | 18.10.1958 | 10:6  | Peru        | N | Prince of Wales Country Club, Santiago de Chile | Südamerikameisterschaft 1958 | erstes Test Match gegen Peru erster Sieg gegen Peru                                            |
| 11. | 07.10.1961 | 11:8  | Brasilien   | H | Carrasco Polo Club, Montevideo                  | Südamerikameisterschaft 1961 |                                                                                                |
| 12. | 12.10.1961 | 5:28  | Chile       | H | Carrasco Polo Club, Montevideo                  | Südamerikameisterschaft 1961 |                                                                                                |
| 13. | 14.10.1961 | 3:36  | Argentinien | H | Carrasco Polo Club, Montevideo                  | Südamerikameisterschaft 1961 |                                                                                                |
| 14. | 09.09.1962 | 5:13  | Brasilien   | A | São Paulo Athletic Club, São Paulo              | Freundschaftsspiel           |                                                                                                |
| 15. | 15.08.1963 | 28:0  | Brasilien   | H | Montevideo Cricket Club, Montevideo             | Freundschaftsspiel           |                                                                                                |
| 16. | 15.08.1964 | 6:25  | Argentinien | A | São Paulo Athletic Club, São Paulo              | Südamerikameisterschaft 1964 |                                                                                                |
| 17. | 18.08.1964 | 15:8  | Chile       | N | São Paulo Athletic Club, São Paulo              | Südamerikameisterschaft 1964 |                                                                                                |
| 18. | 22.08.1964 | 8:15  | Brasilien   | N | São Paulo Athletic Club, São Paulo              | Südamerikameisterschaft 1964 |                                                                                                |
| 19. | 24.09.1967 | 11:16 | Chile       | N | CA San Isidro, Buenos Aires                     | Südamerikameisterschaft 1967 |                                                                                                |
| 20. | 27.09.1967 | 6:38  | Argentinien | A | CA San Isidro, Buenos Aires                     | Südamerikameisterschaft 1967 |                                                                                                |
| 21. | 04.10.1969 | 6:41  | Argentinien | N | Prince of Wales Country Club, Santiago de Chile | Südamerikameisterschaft 1969 |                                                                                                |
| 22. | 08.10.1969 | 6:13  | Chile       | A | Estadio Sausalito, Viña del Mar                 | Südamerikameisterschaft 1969 |                                                                                                |
| 23. | 10.10.1971 | 56:3  | Paraguay    | H | Carrasco Polo Club, Montevideo                  | Südamerikameisterschaft 1971 | erstes Test Match gegen Paraguay erster Sieg gegen Paraguay                                    |
| 24. | 12.10.1971 | 6:11  | Chile       | H | Carrasco Polo Club, Montevideo                  | Südamerikameisterschaft 1971 |                                                                                                |
| 25. | 14.10.1971 | 37:11 | Brasilien   | H | Carrasco Polo Club, Montevideo                  | Südamerikameisterschaft 1971 |                                                                                                |
| 26. | 17.10.1971 | 6:55  | Argentinien | H | Carrasco Polo Club, Montevideo                  | Südamerikameisterschaft 1971 |                                                                                                |
| 27. | 14.10.1973 | 13:10 | Chile       | N | São Paulo Athletic Club, São Paulo              | Südamerikameisterschaft 1973 |                                                                                                |
| 28. | 16.10.1973 | 0:55  | Argentinien | N | São Paulo Athletic Club, São Paulo              | Südamerikameisterschaft 1973 |                                                                                                |
| 29. | 18.10.1973 | 16:6  | Brasilien   | A | São Paulo Athletic Club, São Paulo              | Südamerikameisterschaft 1973 | erster Auswärtssieg                                                                            |
| 30. | 20.10.1973 | 31:9  | Paraguay    | N | São Paulo Athletic Club, São Paulo              | Südamerikameisterschaft 1973 |                                                                                                |
| 31. | 21.09.1975 | 15:30 | Argentinien | N | Estadio del Colegio San José, Asunción          | Südamerikameisterschaft 1975 |                                                                                                |
| 32. | 23.09.1975 | 38:7  | Brasilien   | N | Estadio del Colegio San José, Asunción          | Südamerikameisterschaft 1975 |                                                                                                |
| 33. | 25.09.1975 | 7:15  | Chile       | N | Estadio del Colegio San José, Asunción          | Südamerikameisterschaft 1975 |                                                                                                |
| 34. | 28.09.1975 | 38:18 | Paraguay    | A | Estadio del Colegio San José, Asunción          | Südamerikameisterschaft 1975 |                                                                                                |
| 35. | 23.10.1977 | 0:70  | Argentinien | A | Club Atlético Concepción, Tucumán               | Südamerikameisterschaft 1977 |                                                                                                |
| 36. | 24.10.1977 | 16:7  | Paraguay    | N | Club Atlético Concepción, Tucumán               | Südamerikameisterschaft 1977 |                                                                                                |
| 37. | 27.10.1977 | 21:18 | Chile       | N | Club Atlético Concepción, Tucumán               | Südamerikameisterschaft 1977 |                                                                                                |
| 38. | 30.10.1977 | 47:15 | Brasilien   | A | Club Atlético Concepción, Tucumán               | Südamerikameisterschaft 1977 |                                                                                                |
| 39. | 04.10.1979 | 16:19 | Argentinien | N | Stade Français, Santiago de Chile               | Südamerikameisterschaft 1979 |                                                                                                |
| 40. | 06.10.1979 | 48:0  | Brasilien   | N | Stade Français, Santiago de Chile               | Südamerikameisterschaft 1979 |                                                                                                |
| 41. | 09.10.1979 | 53:9  | Paraguay    | N | Stade Français, Santiago de Chile               | Südamerikameisterschaft 1979 |                                                                                                |
| 42. | 12.10.1979 | 9:9   | Chile       | A | Stade Français, Santiago de Chile               | Südamerikameisterschaft 1979 | erstes Unentschieden                                                                           |

### 1980–1999
| Nr.  | Datum      | Erg.  | Gegner             |   | Austragungsort                                  | Anlass                       | Bemerkung                                                   |
| ---- | ---------- | ----- | ------------------ | - | ----------------------------------------------- | ---------------------------- | ----------------------------------------------------------- |
| 043. | 17.05.1981 | 54:14 | Paraguay           | H | Carrasco Polo Club, Montevideo                  | Südamerikameisterschaft 1981 |                                                             |
| 044. | 21.05.1981 | 77:0  | Brasilien          | H | Carrasco Polo Club, Montevideo                  | Südamerikameisterschaft 1981 |                                                             |
| 045. | 24.05.1981 | 33:3  | Chile              | H | Carrasco Polo Club, Montevideo                  | Südamerikameisterschaft 1981 | erster Südamerikameistertitel                               |
| 046. | 16.07.1983 | 20:12 | Paraguay           | N | CA San Isidro, Buenos Aires                     | Südamerikameisterschaft 1983 |                                                             |
| 047. | 20.07.1983 | 25:3  | Chile              | N | CA San Isidro, Buenos Aires                     | Südamerikameisterschaft 1983 |                                                             |
| 048. | 23.07.1983 | 6:29  | Argentinien        | A | CA San Isidro, Buenos Aires                     | Südamerikameisterschaft 1983 |                                                             |
| 049. | 17.09.1985 | 16:63 | Argentinien        | N | Club Cerro Porteño, Asunción                    | Südamerikameisterschaft 1985 |                                                             |
| 050. | 19.09.1985 | 9:9   | Paraguay           | A | Club Cerro Porteño, Asunción                    | Südamerikameisterschaft 1985 |                                                             |
| 051. | 21.09.1985 | 10:3  | Chile              | N | Club Cerro Porteño, Asunción                    | Südamerikameisterschaft 1985 |                                                             |
| 052. | 15.05.1987 | 3:38  | Argentinien        | H | Estadio Nacional, Montevideo                    | Freundschaftsspiel           |                                                             |
| 053. | 02.08.1987 | 8:16  | Spanien            | H | Carrasco Polo Club, Montevideo                  | Tour Match                   | erstes Test Match gegen Spanien                             |
| 054. | 27.09.1987 | 21:41 | Argentinien        | N | Stade Français, Santiago de Chile               | Südamerikameisterschaft 1987 |                                                             |
| 055. | 30.09.1987 | 33:19 | Chile              | A | Stade Français, Santiago de Chile               | Südamerikameisterschaft 1987 |                                                             |
| 056. | 03.10.1987 | 20:12 | Paraguay           | N | Stade Français, Santiago de Chile               | Südamerikameisterschaft 1987 |                                                             |
| 057. | 03.09.1988 | 39:13 | Belgien            | H | Montevideo Cricket Club, Montevideo             | Tour Match                   | erstes Test Match gegen Belgien erster Sieg gegen Belgien   |
| 058. | 07.10.1989 | 44:13 | Brasilien          | H | Estadio Charrúa, Montevideo                     | Südamerikameisterschaft 1989 |                                                             |
| 059. | 08.10.1989 | 32:7  | Paraguay           | H | Estadio Charrúa, Montevideo                     | Südamerikameisterschaft 1989 |                                                             |
| 060. | 12.10.1989 | 19:17 | Chile              | H | Estadio Charrúa, Montevideo                     | Südamerikameisterschaft 1989 |                                                             |
| 061. | 14.10.1989 | 14:34 | Argentinien        | H | Estadio Charrúa, Montevideo                     | Südamerikameisterschaft 1989 |                                                             |
| 062. | 07.11.1989 | 6:60  | Vereinigte Staaten | H | Carrasco Polo Club, Montevideo                  | Freundschaftsspiel           | erstes Test Match gegen die USA                             |
| 063. | 03.11.1990 | 15:9  | Chile              | A | Old Grangonians, Santiago de Chile              | Freundschaftsspiel           |                                                             |
| 064. | 04.11.1990 | 33:27 | Chile              | A | Old Grangonians, Santiago de Chile              | Freundschaftsspiel           |                                                             |
| 065. | 17.08.1991 | 29:13 | Paraguay           | H | Carrasco Polo Club, Montevideo                  | Südamerikameisterschaft 1991 |                                                             |
| 066. | 08.09.1991 | 34:18 | Chile              | A | Prince of Wales Country Club, Santiago de Chile | Südamerikameisterschaft 1991 |                                                             |
| 067. | 21.09.1991 | 9:32  | Argentinien        | A | CA San Isidro, Buenos Aires                     | Südamerikameisterschaft 1991 |                                                             |
| 068. | 28.09.1991 | 37:7  | Brasilien          | H | Old Christians Club, Montevideo                 | Südamerikameisterschaft 1991 |                                                             |
| 059. | 19.09.1992 | 50:24 | Chile              | H | Carrasco Polo Club, Montevideo                  | Freundschaftsspiel           |                                                             |
| 070. | 20.09.1992 | 37:15 | Chile              | H | Carrasco Polo Club, Montevideo                  | Freundschaftsspiel           |                                                             |
| 071. | 25.09.1993 | 55:5  | Brasilien          | A | São Paulo Athletic Club, São Paulo              | Südamerikameisterschaft 1993 |                                                             |
| 072. | 02.08.1993 | 67:3  | Paraguay           | A | Club Universitario de Asunción, Asunción        | Südamerikameisterschaft 1993 |                                                             |
| 073. | 09.10.1993 | 14:6  | Chile              | H | Carrasco Polo Club, Montevideo                  | Südamerikameisterschaft 1993 |                                                             |
| 074. | 23.10.1993 | 10:19 | Argentinien        | H | Estadio Nacional, Montevideo                    | Südamerikameisterschaft 1993 |                                                             |
| 075. | 04.03.1995 | 3:44  | Argentinien        | A | Estadio Ferro Carril Oeste, Buenos Aires        | Panamerikameisterschaft 1995 |                                                             |
| 076. | 07.03.1995 | 9:28  | Kanada             | H | Estadio Luis Franzini, Montevideo               | Panamerikameisterschaft 1995 | erstes Test Match gegen Kanada                              |
| 077. | 02.09.1995 | 47:10 | Spanien            | H | Estadio Luis Franzini, Montevideo               | Tour Test                    | erster Sieg gegen Spanien                                   |
| 078. | 24.09.1995 | 31:13 | Chile              | A | Stade Français, Santiago de Chile               | Südamerikameisterschaft 1995 |                                                             |
| 079. | 30.09.1995 | 48:12 | Paraguay           | H | Carrasco Polo Club, Montevideo                  | Südamerikameisterschaft 1995 |                                                             |
| 080. | 08.10.1995 | 37:52 | Argentinien        | A | Tacuru Social Club, Posadas                     | Südamerikameisterschaft 1995 |                                                             |
| 081. | 08.06.1996 | 18:37 | Argentinien        | H | Carrasco Polo Club, Montevideo                  | Freundschaftsspiel           |                                                             |
| 082. | 14.09.1996 | 18:24 | Kanada             | A | Twin Elms Rugby Park, Ottawa                    | Panamerikameisterschaft 1996 |                                                             |
| 083. | 18.09.1996 | 20:54 | Argentinien        | N | Mohawk Sports Park, Hamilton                    | Panamerikameisterschaft 1996 |                                                             |
| 084. | 21.09.1996 | 13:27 | Vereinigte Staaten | N | Fletcher’s Field, Markham                       | Panamerikameisterschaft 1996 |                                                             |
| 085. | 24.08.1997 | 32:17 | Chile              | H | Carrasco Polo Club, Montevideo                  | Südamerikameisterschaft 1997 |                                                             |
| 086. | 20.09.1997 | 67:9  | Paraguay           | A | Yacht y Gold Club, Asunción                     | Südamerikameisterschaft 1997 |                                                             |
| 087. | 27.09.1997 | 17:56 | Argentinien        | H | Carrasco Polo Club, Montevideo                  | Südamerikameisterschaft 1997 |                                                             |
| 088. | 28.03.1998 | 43:3  | Paraguay           | A | Club Universitario de Asunción, Asunción        | WM-Qualifikation             |                                                             |
| 089. | 04.04.1998 | 20:14 | Chile              | H | Carrasco Polo Club, Montevideo                  | WM-Qualifikation             |                                                             |
| 090. | 15.08.1998 | 15:38 | Kanada             | N | Buenos Aires Cricket & Rugby Club, Buenos Aires | Panamerikameisterschaft 1998 |                                                             |
| 091. | 18.08.1998 | 0:55  | Argentinien        | A | CA San Isidro, Buenos Aires                     | Panamerikameisterschaft 1998 |                                                             |
| 092. | 22.08.1998 | 16:21 | Vereinigte Staaten | N | Buenos Aires Cricket & Rugby Club, Buenos Aires | Panamerikameisterschaft 1998 |                                                             |
| 093. | 03.10.1998 | 20:13 | Chile              | A | Stade Français, Santiago de Chile               | Südamerikameisterschaft 1998 |                                                             |
| 094. | 10.10.1998 | 93:3  | Paraguay           | A | Carrasco Polo Club, Montevideo                  | Südamerikameisterschaft 1998 |                                                             |
| 095. | 13.03.1999 | 46:9  | Portugal           | H | Carrasco Polo Club, Montevideo                  | WM-Qualifikation             | erstes Test Match gegen Portugal erster Sieg gegen Portugal |
| 096. | 03.04.1999 | 33:24 | Portugal           | A | Estádio Universitário de Lisboa, Lissabon       | WM-Qualifikation             |                                                             |
| 097. | 18.04.1999 | 18:3  | Marokko            | H | Carrasco Polo Club, Montevideo                  | WM-Qualifikation             | erstes Test Match gegen Marokko erster Sieg gegen Marokko   |
| 098. | 01.05.1999 | 18:21 | Marokko            | A | Stade de C.O.C., Casablanca                     | WM-Qualifikation             |                                                             |
| 099. | 01.05.1999 | 17:49 | Italien            | A | Stadio Tommaso Fattori, L’Aquila                | Freundschaftsspiel           | erstes Test Match gegen Italien                             |
| 100. | 01.05.1999 | 24:39 | Fidschi            | N | Stadio Tommaso Fattori, L’Aquila                | Freundschaftsspiel           | erstes Test Match gegen Fidschi                             |
| 101. | 01.05.1999 | 20:3  | Spanien            | N | Stadio Tommaso Fattori, L’Aquila                | Freundschaftsspiel           |                                                             |
| 102. | 02.10.1999 | 27:15 | Spanien            | N | Netherdale, Galashiels                          | Weltmeisterschaft 1999       | erstes WM-Spiel                                             |
| 103. | 08.10.1999 | 12:43 | Schottland         | A | Murrayfield Stadium, Edinburgh                  | Weltmeisterschaft 1999       | erstes Test Match gegen Schottland                          |
| 104. | 15.10.1999 | 3:39  | Südafrika          | N | Hampden Park, Glasgow                           | Weltmeisterschaft 1999       | erstes Test Match gegen Südafrika                           |

### 2000–2009
| Nr.  | Datum      | Erg.   | Gegner             |   | Austragungsort                                   | Anlass                          | Bemerkung                                                     |
| ---- | ---------- | ------ | ------------------ | - | ------------------------------------------------ | ------------------------------- | ------------------------------------------------------------- |
| 105. | 15.09.2000 | 23:12  | Namibia            | H | Carrasco Polo Club, Montevideo                   | Freundschaftsspiel              | erstes Test Match gegen Namibia erster Sieg gegen Namibia     |
| 106. | 12.11.2000 | 11:9   | Chile              | H | Carrasco Polo Club, Montevideo                   | Südamerikameisterschaft 2000    |                                                               |
| 107. | 19.05.2001 | 27:32  | Argentinien        | N | Richardson Stadium, Kingston                     | Panamerikameisterschaft 2001    |                                                               |
| 108. | 23.05.2001 | 8:14   | Kanada             | A | Mohawk Sports Park, Hamilton                     | Panamerikameisterschaft 2001    |                                                               |
| 109. | 26.05.2001 | 28:31  | Vereinigte Staaten | N | Fletcher’s Field, Markham                        | Panamerikameisterschaft 2001    |                                                               |
| 110. | 07.07.2001 | 3:14   | Italien            | H | Estadio Nacional, Montevideo                     | Tour Test                       |                                                               |
| 111. | 01.09.2001 | 14:16  | Spanien            | H | Carrasco Polo Club, Montevideo                   | Tour Test                       |                                                               |
| 112. | 06.10.2001 | 62:8   | Paraguay           | H | Carrasco Polo Club, Montevideo                   | Südamerikameisterschaft 2001    |                                                               |
| 113. | 13.10.2001 | 26:7   | Chile              | H | Old Christians Club, Montevideo                  | Südamerikameisterschaft 2001    |                                                               |
| 114. | 20.10.2001 | 13:33  | Chile              | A | Prince of Wales Country Club, Santiago           | Freundschaftsspiel              |                                                               |
| 115. | 28.04.2002 | 21:35  | Argentinien        | A | Marista Rugby Club, Mendoza                      | Südamerikameisterschaft 2002    |                                                               |
| 116. | 01.05.2002 | 33:16  | Chile              | N | Marista Rugby Club, Mendoza                      | Südamerikameisterschaft 2002    |                                                               |
| 117. | 03.05.2002 | 81:6   | Paraguay           | N | Marista Rugby Club, Mendoza                      | Südamerikameisterschaft 2002    |                                                               |
| 118. | 27.07.2002 | 6:10   | Chile              | A | Carr de la Reina, Santiago de Chile              | WM-Qualifikation                |                                                               |
| 119. | 10.08.2002 | 16:51  | Kanada             | A | Ellerslie Rugby Park, Edmonton                   | WM-Qualifikation                |                                                               |
| 120. | 15.08.2002 | 24:28  | Vereinigte Staaten | A | Boxer Stadium, San Francisco                     | WM-Qualifikation                |                                                               |
| 121. | 24.08.2002 | 25:23  | Kanada             | H | Estadio Parque Federico Omar Saroldi, Montevideo | WM-Qualifikation                | erster Sieg gegen Kanada                                      |
| 122. | 31.08.2002 | 10:9   | Vereinigte Staaten | H | Estadio Parque Federico Omar Saroldi, Montevideo | WM-Qualifikation                | erster Sieg gegen die USA                                     |
| 123. | 07.09.2002 | 34:23  | Chile              | H | Estadio Parque Federico Omar Saroldi, Montevideo | WM-Qualifikation                |                                                               |
| 124. | 27.04.2003 | 20:13  | Chile              | H | Estadio Luis Franzini, Montevideo                | Südamerikameisterschaft 2003    |                                                               |
| 125. | 30.04.2003 | 53:7   | Paraguay           | H | Country Club Los Teros, Montevideo               | Südamerikameisterschaft 2003    |                                                               |
| 126. | 03.05.2003 | 0:32   | Argentinien        | H | Estadio Luis Franzini, Montevideo                | Südamerikameisterschaft 2003    |                                                               |
| 127. | 27.04.2003 | 11:21  | Kanada             | N | Buenos Aires Cricket & Rugby Club, Buenos Aires  | Panamerikameisterschaft 2003    |                                                               |
| 128. | 30.04.2003 | 0:57   | Argentinien        | A | CA San Isidro, Buenos Aires                      | Panamerikameisterschaft 2003    |                                                               |
| 129. | 03.05.2003 | 17:31  | Vereinigte Staaten | N | Buenos Aires Cricket & Rugby Club, Buenos Aires  | Panamerikameisterschaft 2003    |                                                               |
| 130. | 11.10.2003 | 6:72   | Südafrika          | N | Subiaco Oval, Perth                              | Weltmeisterschaft 2003          |                                                               |
| 131. | 15.10.2003 | 13:60  | Samoa              | N | Subiaco Oval, Perth                              | Weltmeisterschaft 2003          | erstes Spiel gegen Samoa                                      |
| 132. | 28.10.2003 | 24:12  | Georgien           | N | Allianz Stadium, Sydney                          | Weltmeisterschaft 2003          | erstes Spiel gegen Georgien                                   |
| 133. | 02.11.2003 | 13:111 | England            | N | Suncorp Stadium, Brisbane                        | Weltmeisterschaft 2003          | erstes Spiel gegen England                                    |
| 134. | 25.04.2004 | 92:8   | Venezuela          | N | Prince of Wales Country Club, Santiago de Chile  | Südamerikameisterschaft 2004    | erstes Test Match gegen Venezuela erster Sieg gegen Venezuela |
| 135. | 28.04.2004 | 10:69  | Argentinien        | N | Prince of Wales Country Club, Santiago de Chile  | Südamerikameisterschaft 2004    |                                                               |
| 136. | 01.05.2004 | 20:13  | Chile              | A | Prince of Wales Country Club, Santiago de Chile  | Südamerikameisterschaft 2004    |                                                               |
| 137. | 30.10.2004 | 17:7   | Georgien           | H | Estadio Luis Franzini, Montevideo                | Intercontinental Cup            |                                                               |
| 138. | 06.11.2004 | 30:3   | Portugal           | H | Estadio Luis Franzini, Montevideo                | Intercontinental Cup            |                                                               |
| 139. | 16.04.2005 | 24:18  | Japan              | H | Estadio Luis Franzini, Montevideo                | Mid-year Internationals 2005    | erstes Test Match gegen Japan erster Sieg gegen Japan         |
| 140. | 11.05.2005 | 34:25  | Chile              | N | Club Los Matreros, Buenos Aires                  | Südamerikameisterschaft 2005    |                                                               |
| 141. | 11.06.2005 | 3:134  | Südafrika          | A | Buffalo City Stadium, East London                | Mid-year Internationals 2005    |                                                               |
| 142. | 12.11.2005 | 6:20   | Portugal           | A | Estádio António Coimbra da Mota, Estoril         | Intercontinental Cup            |                                                               |
| 143. | 08.07.2006 | 0:26   | Argentinien        | A | Club Atletico San Isidro, Buenos Aires           | Südamerikameisterschaft 2006    |                                                               |
| 144. | 22.07.2006 | 43:15  | Chile              | H | Estadio Nacional, Montevideo                     | Südamerikameisterschaft 2006    |                                                               |
| 145. | 30.09.2006 | 13:42  | Vereinigte Staaten | H | Estadio Nacional, Montevideo                     | WM-Qualifikation                |                                                               |
| 146. | 07.10.2006 | 7:33   | Vereinigte Staaten | A | Steuber Rugby Stadium, Stanford                  | WM-Qualifikation                |                                                               |
| 147. | 10.03.2007 | 5:12   | Portugal           | A | Estadio Universitario de Lisboa, Lissabon        | WM-Qualifikation                |                                                               |
| 148. | 24.03.2007 | 18:12  | Portugal           | H | Estadio Nacional, Montevideo                     | WM-Qualifikation                |                                                               |
| 149. | 02.06.2007 | 5:29   | Italien            | H | Estadio Nacional, Montevideo                     | Mid-year Internationals 2007    |                                                               |
| 150. | 18.08.2007 | 10:18  | Spanien            | H | Carrasco Polo Club, Montevideo                   | Freundschaftsspiel              |                                                               |
| 151. | 25.08.2007 | 35:34  | Chile              | A | Prince of Wales Country Club, Santiago           | Südamerikameisterschaft 2007    |                                                               |
| 152. | 11.06.2008 | 6:10   | Rumänien           | A | Stadionul Arcul de Triumf, Bukarest              | IRB Nations Cup 2008            | erstes Test Match gegen Rumänien                              |
| 153. | 15.06.2008 | 18:20  | Georgien           | N | Stadionul Arcul de Triumf, Bukarest              | IRB Nations Cup 2008            |                                                               |
| 154. | 20.06.2008 | 23:19  | Russland           | N | Stadionul Arcul de Triumf, Bukarest              | IRB Nations Cup 2008            | erstes Test Match gegen Russland erster Sieg gegen Russland   |
| 155. | 08.11.2008 | 9:43   | Vereinigte Staaten | A | Rio Tinto Stadium, Sandy                         | End-of-year Internationals 2008 |                                                               |
| 156. | 22.11.2008 | 46:12  | Chile              | H | Estadio Charrúa, Montevideo                      | Südamerikameisterschaft 2008    |                                                               |
| 157. | 25.04.2009 | 85:7   | Paraguay           | H | Estadio Charrúa, Montevideo                      | Südamerikameisterschaft 2009    |                                                               |
| 158. | 29.04.2009 | 71:3   | Brasilien          | H | Estadio Charrúa, Montevideo                      | Südamerikameisterschaft 2009    |                                                               |
| 159. | 02.05.2009 | 46:9   | Chile              | H | Estadio Charrúa, Montevideo                      | Südamerikameisterschaft 2009    |                                                               |
| 160. | 12.06.2009 | 11:17  | Rumänien           | A | Stadionul Arcul de Triumf, Bukarest              | IRB Nations Cup 2009            |                                                               |
| 161. | 21.06.2009 | 26:29  | Russland           | N | Stadionul Arcul de Triumf, Bukarest              | IRB Nations Cup 2009            |                                                               |
| 162. | 14.11.2009 | 22:27  | Vereinigte Staaten | H | Estadio Charrúa, Montevideo                      | WM-Qualifikation                |                                                               |
| 163. | 21.11.2009 | 6:27   | Vereinigte Staaten | A | Broward County Park, Lauderhill                  | WM-Qualifikation                |                                                               |

### 2010–2019
| Nr.  | Datum      | Erg.  | Gegner             |   | Austragungsort                                     | Anlass                                                 | Bemerkung                                                       |
| ---- | ---------- | ----- | ------------------ | - | -------------------------------------------------- | ------------------------------------------------------ | --------------------------------------------------------------- |
| 164. | 13.05.2010 | 26:10 | Brasilien          | N | Carr de la Reina, Santiago de Chile                | Südamerikameisterschaft 2010                           |                                                                 |
| 165. | 16.05.2010 | 47:14 | Paraguay           | N | Carr de la Reina, Santiago de Chile                | Südamerikameisterschaft 2010                           |                                                                 |
| 166. | 19.05.2010 | 36:19 | Chile              | A | Carr de la Reina, Santiago de Chile                | Südamerikameisterschaft 2010                           |                                                                 |
| 167. | 05.06.2010 | 6:48  | Chile              | N | Infinity Park, Glendale                            | Churchill Cup 2010                                     |                                                                 |
| 168. | 19.06.2010 | 19:38 | Russland           | A | Red Bull Arena, Harrison                           | Churchill Cup 2010                                     |                                                                 |
| 169. | 17.07.2010 | 44:7  | Kasachstan         | H | Estadio Charrúa, Montevideo                        | WM-Qualifikation                                       | erstes Test Match gegen Kasachstan erster Sieg gegen Kasachstan |
| 170. | 13.11.2010 | 21:21 | Rumänien           | H | Estadio Charrúa, Montevideo                        | WM-Qualifikation                                       |                                                                 |
| 171. | 27.11.2010 | 12:39 | Rumänien           | A | Stadionul Arcul de Triumf, Bucuresti               | WM-Qualifikation                                       |                                                                 |
| 172. | 14.05.2011 | 102:6 | Paraguay           | N | Cataratas Rugby Club, Puerto Iguazú                | Südamerikameisterschaft 2011                           |                                                                 |
| 173. | 17.05.2011 | 39:18 | Brasilien          | N | Cataratas Rugby Club, Puerto Iguazú                | Südamerikameisterschaft 2011                           |                                                                 |
| 174. | 20.05.2011 | 18:21 | Chile              | N | Cataratas Rugby Club, Puerto Iguazú                | Südamerikameisterschaft 2011                           |                                                                 |
| 175. | 13.11.2011 | 16:9  | Portugal           | A | Estadio Municipal, Caldas da Rainha                | Freundschaftsspiel                                     |                                                                 |
| 176. | 19.11.2011 | 13:16 | Spanien            | A | Estadio Nacional Universidad Complutense, Madrid   | Freundschaftsspiel                                     |                                                                 |
| 177. | 23.05.2012 | 27:26 | Chile              | N | Carr de la Reina, Santiago de Chile                | Südamerikameisterschaft 2012                           |                                                                 |
| 178. | 26.05.2012 | 27:15 | Brasilien          | N | Carr de la Reina, Santiago de Chile                | Südamerikameisterschaft 2012                           |                                                                 |
| 179. | 08.06.2012 | 9:29  | Rumänien           | A | Stadionul Arcul de Triumf, Bukarest                | IRB Nations Cup 2012                                   |                                                                 |
| 180. | 12.06.2012 | 13:19 | Russland           | N | Stadionul Arcul de Triumf, Bukarest                | IRB Nations Cup 2012                                   |                                                                 |
| 181. | 17.06.2012 | 35:7  | Portugal           | N | Stadionul Arcul de Triumf, Bukarest                | IRB Nations Cup 2012                                   |                                                                 |
| 182. | 11.11.2012 | 25:32 | Portugal           | H | Montevideo Cricket Club, Montevideo                | End-of-year Internationals 2012                        |                                                                 |
| 183. | 01.05.2013 | 58:7  | Brasilien          | H | Estadio Charrúa, Montevideo                        | Südamerikameisterschaft 2013                           |                                                                 |
| 184. | 04.05.2013 | 23:9  | Chile              | H | Estadio Charrúa, Montevideo                        | Südamerikameisterschaft 2013                           |                                                                 |
| 185. | 11.06.2013 | 3:27  | Georgien           | A | Awtschala-Stadion, Tiflis                          | IRB Tbilisi Cup 2013                                   |                                                                 |
| 186. | 16.11.2013 | 16:15 | Spanien            | H | Estadio Charrúa, Montevideo                        | End-of-year Internationals 2013                        |                                                                 |
| 187. | 22.03.2014 | 27:27 | Vereinigte Staaten | H | Estadio Charrúa, Montevideo                        | WM-Qualifikation                                       |                                                                 |
| 188. | 29.03.2014 | 13:32 | Vereinigte Staaten | A | Fifth Third Bank Stadium, Kennesaw                 | WM-Qualifikation                                       |                                                                 |
| 189. | 26.04.2014 | 34:10 | Paraguay           | A | Yacht y Gold Club, Asunción                        | Südamerikameisterschaft 2014                           |                                                                 |
| 190. | 03.05.2014 | 34:9  | Brasilien          | A | Estádio das Montanhas, Bento Gonçalves             | Südamerikameisterschaft 2014                           |                                                                 |
| 191. | 10.05.2014 | 55:13 | Chile              | H | Estadio Charrúa, Montevideo                        | Südamerikameisterschaft 2014 / CONSUR Cup 2014         | zweiter Südamerikameistertitel                                  |
| 192. | 17.05.2014 | 9:65  | Argentinien        | H | Estadio Parque Artigas, Paysandú                   | CONSUR Cup 2014                                        |                                                                 |
| 193. | 13.06.2014 | 16:34 | Rumänien           | A | Stadionul Arcul de Triumf, Bukarest                | IRB Nations Cup 2014                                   |                                                                 |
| 194. | 22.06.2014 | 13:6  | Russland           | N | Stadionul Arcul de Triumf, Bukarest                | IRB Nations Cup 2014                                   |                                                                 |
| 195. | 02.08.2014 | 28:3  | Hongkong           | H | Estadio Charrúa, Montevideo                        | WM-Qualifikation                                       | erstes Test Match gegen Hongkong erster Sieg gegen Hongkong     |
| 196. | 27.09.2014 | 21:22 | Russland           | A | Zentralstadion, Krasnojarsk                        | WM-Qualifikation                                       |                                                                 |
| 197. | 11.10.2014 | 36:27 | Russland           | H | Estadio Charrúa, Montevideo                        | WM-Qualifikation                                       |                                                                 |
| 198. | 11.04.2015 | 77:3  | Paraguay           | H | Estadio Charrúa, Montevideo                        | Südamerikameisterschaft 2015 / CONSUR Cup 2015         |                                                                 |
| 199. | 18.04.2015 | 48:9  | Brasilien          | H | Estadio Charrúa, Montevideo                        | Südamerikameisterschaft 2015                           |                                                                 |
| 200. | 09.05.2015 | 15:30 | Chile              | A | Carr de la Reina, Santiago de Chile                | Südamerikameisterschaft 2015                           |                                                                 |
| 201. | 16.05.2015 | 14:36 | Argentinien        | H | Estadio Charrúa, Montevideo                        | CONSUR Cup 2015                                        |                                                                 |
| 202. | 13.06.2015 | 10:19 | Georgien           | A | Awtschala-Stadion, Tiflis                          | World Rugby Tbilisi Cup 2015                           |                                                                 |
| 203. | 22.08.2015 | 8:30  | Japan              | A | Level-5 Stadium, Fukuoka                           | WM-Vorbereitungsspiel                                  |                                                                 |
| 204. | 29.08.2015 | 0:40  | Japan              | A | Prinz-Chichibu-Rugbystadion, Tokio                 | WM-Vorbereitungsspiel                                  |                                                                 |
| 205. | 20.09.2015 | 9:34  | Wales              | A | Millennium Stadium, Cardiff                        | Weltmeisterschaft 2015                                 | erstes Test Match gegen Wales                                   |
| 206. | 27.09.2015 | 3:65  | Australien         | N | Villa Park, Birmingham                             | Weltmeisterschaft 2015                                 | erstes Test Match gegen Australien                              |
| 207. | 06.10.2015 | 15:47 | Fidschi            | N | Stadium MK, Milton Keynes                          | Weltmeisterschaft 2015                                 |                                                                 |
| 208. | 10.10.2015 | 3:60  | England            | A | Manchester City Stadium, Manchester                | Weltmeisterschaft 2015                                 |                                                                 |
| 209. | 06.02.2016 | 17:33 | Kanada             | A | Westhills Stadium, Langford                        | Americas Rugby Championship 2016                       |                                                                 |
| 210. | 12.02.2016 | 33:29 | Brasilien          | A | São Paulo Athletic Club, São Paulo                 | Americas Rugby Championship 2016                       |                                                                 |
| 211. | 27.02.2016 | 23:20 | Chile              | A | Carr de la Reina, Santiago de Chile                | Americas Rugby Championship 2016                       |                                                                 |
| 212. | 05.03.2016 | 29:25 | Vereinigte Staaten | H | Estadio Charrúa, Montevideo                        | Americas Rugby Championship 2016                       |                                                                 |
| 213. | 23.04.2016 | 36:14 | Brasilien          | A | Allianz Parque, São Paulo                          | Südamerikameisterschaft 2016                           |                                                                 |
| 214. | 30.04.2016 | 60:15 | Paraguay           | A | Estadio Héroes de Curupayty, Luque                 | Südamerikameisterschaft 2016                           |                                                                 |
| 215. | 07.05.2016 | 39:14 | Chile              | H | Estadio Charrúa, Montevideo                        | Südamerikameisterschaft 2016 Sudamerica Rugby Cup 2016 | dritter Südamerikameistertitel                                  |
| 216. | 14.06.2016 | 0:40  | Rumänien           | A | Stadionul Arcul de Triumf, Bukarest                | World Rugby Nations Cup 2016                           |                                                                 |
| 217. | 18.06.2016 | 16:0  | Spanien            | N | Stadionul Arcul de Triumf, Bukarest                | World Rugby Nations Cup 2016                           |                                                                 |
| 218. | 12.11.2016 | 21:24 | Deutschland        | A | Frankfurter Volksbank Stadion, Frankfurt am Main   | End-of-year Internationals 2016                        | erstes Test Match gegen Deutschland                             |
| 219. | 19.11.2016 | 16:33 | Spanien            | A | Estadio Ciudad de Málaga, Málaga                   | End-of-year Internationals 2016                        |                                                                 |
| 220. | 26.11.2016 | 10:36 | Rumänien           | A | Stadionul Arcul de Triumf, Bukarest                | End-of-year Internationals 2016                        |                                                                 |
| 221. | 04.02.2017 | 23:29 | Vereinigte Staaten | A | Toyota Field, San Antonio                          | Americas Rugby Championship 2017                       |                                                                 |
| 222. | 18.02.2017 | 23:12 | Brasilien          | H | Campus de Maldonado, Maldonado                     | Americas Rugby Championship 2017                       |                                                                 |
| 223. | 25.02.2017 | 17:13 | Kanada             | H | Campus de Maldonado, Maldonado                     | Americas Rugby Championship 2017                       |                                                                 |
| 224. | 04.03.2017 | 45:14 | Chile              | H | Estadio Charrúa, Montevideo                        | Americas Rugby Championship 2017                       |                                                                 |
| 225. | 13.05.2017 | 45:19 | Paraguay           | A | Estadio Heroes de Curupayty, Luque                 | Südamerikameisterschaft 2017                           |                                                                 |
| 226. | 20.05.2017 | 41:27 | Brasilien          | H | Estadio Charrúa, Montevideo                        | Südamerikameisterschaft 2017                           |                                                                 |
| 227. | 27.05.2017 | 27:11 | Chile              | H | Estadio Charrúa, Montevideo                        | Südamerikameisterschaft 2017 Sudamerica Rugby Cup 2017 | vierter Südamerikameistertitel                                  |
| 228. | 14.06.2017 | 32:29 | Russland           | H | Estadio Charrúa, Montevideo                        | World Rugby Nations Cup 2017                           | erster Sieg gegen Russland                                      |
| 229. | 18.06.2017 | 24:14 | Spanien            | H | Estadio Charrúa, Montevideo                        | World Rugby Nations Cup 2017                           | Turniersieg                                                     |
| 230. | 18.11.2017 | 52:36 | Namibia            | A | Hage-Geingob-Stadion, Windhoek                     | End-of-year Internationals 2017                        |                                                                 |
| 231. | 25.11.2017 | 39:34 | Namibia            | A | Hage-Geingob-Stadion, Windhoek                     | End-of-year Internationals 2017                        |                                                                 |
| 232. | 27.01.2018 | 38:29 | Kanada             | A | BC Place Stadium, Vancouver                        | Americas Rugby Championship 2018 / WM-Qualifikation    |                                                                 |
| 233. | 03.02.2018 | 32:31 | Kanada             | H | Estadio Charrúa, Montevideo                        | WM-Qualifikation                                       |                                                                 |
| 234. | 09.02.2018 | 28:17 | Brasilien          | A | Estádio do Pacaembu, São Paulo                     | Americas Rugby Championship 2018                       |                                                                 |
| 235. | 24.02.2018 | 67:15 | Chile              | A | Estadio Municipal de La Pintana, Santiago de Chile | Americas Rugby Championship 2018                       |                                                                 |
| 236. | 03.03.2018 | 19:61 | Vereinigte Staaten | H | Estadio Charrúa, Montevideo                        | Americas Rugby Championship 2018                       |                                                                 |
| 237. | 17.11.2018 | 7:68  | Fidschi            | N | The Gillman's Ground, Hartpury                     | End-of-year Internationals 2018                        |                                                                 |
| 238. | 24.11.2018 | 27:20 | Rumänien           | A | Ghencea-Stadion, Bukarest                          | End-of-year Internationals 2018                        | erster Sieg gegen Rumänien                                      |
| 239. | 02.02.2019 | 20:17 | Kanada             | H | Estadio Charrúa, Montevideo                        | Americas Rugby Championship 2019                       |                                                                 |
| 240. | 08.02.2019 | 20:5  | Chile              | H | Estadio Charrúa, Montevideo                        | Americas Rugby Championship 2019                       |                                                                 |
| 241. | 02.03.2019 | 32:25 | Vereinigte Staaten | A | Starfire Sports, Tukwila                           | Americas Rugby Championship 2019                       |                                                                 |
| 242. | 09.03.2019 | 42:20 | Brasilien          | H | Estadio Charrúa, Montevideo                        | Americas Rugby Championship 2019                       |                                                                 |
| 243. | 04.06.2019 | 48:26 | Russland           | H | Estadio Charrúa, Montevideo                        | World Rugby Nations Cup 2019                           |                                                                 |
| 244. | 09.06.2019 | 28:30 | Namibia            | H | Estadio Charrúa, Montevideo                        | World Rugby Nations Cup 2019                           |                                                                 |
| 245. | 22.06.2019 | 21:41 | Spanien            | H | Estadio Charrúa, Montevideo                        | Mid-year Internationals 2019                           |                                                                 |
| 246. | 25.09.2019 | 30:27 | Fidschi            | N | Kamaishi Recovery Memorial Stadium, Kamaishi       | Weltmeisterschaft 2019                                 | erster Sieg gegen Fidschi                                       |
| 247. | 29.09.2019 | 7:33  | Georgien           | N | Kumagaya-Rugbystadion, Kumagaya                    | Weltmeisterschaft 2019                                 |                                                                 |
| 248. | 05.10.2019 | 10:45 | Australien         | N | Ōita Stadium, Ōita                                 | Weltmeisterschaft 2019                                 |                                                                 |
| 249. | 13.10.2019 | 13:35 | Wales              | N | Kumamoto Stadium, Kumamoto                         | Weltmeisterschaft 2019                                 |                                                                 |

### 2020–2029
| Nr.  | Datum      | Erg.  | Gegner             |   | Austragungsort                                   | Anlass                          | Bemerkung                          |
| ---- | ---------- | ----- | ------------------ | - | ------------------------------------------------ | ------------------------------- | ---------------------------------- |
| 250. | 01.11.2020 | 20:32 | Spanien            | H | Estadio Charrúa, Montevideo                      | End-of-year Internationals 2020 |                                    |
| 251. | 06.11.2020 | 19:10 | Spanien            | H | Estadio Charrúa, Montevideo                      | End-of-year Internationals 2020 |                                    |
| 252. | 18.07.2021 | 15:10 | Chile              | H | Estadio Charrúa, Montevideo                      | WM-Qualifikation                |                                    |
| 253. | 25.07.2021 | 36:13 | Brasilien          | H | Estadio Charrúa, Montevideo                      | WM-Qualifikation                |                                    |
| 254. | 02.10.2021 | 16:19 | Vereinigte Staaten | A | Infinity Park, Glendale                          | WM-Qualifikation                |                                    |
| 255. | 09.10.2021 | 34:15 | Vereinigte Staaten | H | Estadio Charrúa, Montevideo                      | WM-Qualifikation                |                                    |
| 256. | 07.11.2021 | 14:29 | Rumänien           | N | Payanini Center, Verona                          | End-of-year Internationals 2021 |                                    |
| 257. | 20.11.2021 | 10:17 | Italien            | A | Stadio Sergio Lanfranchi, Parma                  | End-of-year Internationals 2021 |                                    |
| 258. | 18.06.2022 | 15:34 | Japan              | A | Prinz-Chichibu-Rugbystadion, Tokio               | Mid-year Internationals 2022    |                                    |
| 259. | 25.06.2022 | 7:43  | Japan              | A | Mikuni World Stadium, Kitakyūshū                 | Mid-year Internationals 2022    |                                    |
| 260. | 10.07.2022 | 22:30 | Rumänien           | H | Estadio Charrúa, Montevideo                      | Mid-year Internationals 2022    |                                    |
| 261. | 17.07.2022 | 26:20 | Rumänien           | H | Estadio Charrúa, Montevideo                      | Mid-year Internationals 2022    |                                    |
| 262. | 06.11.2022 | 18:34 | Georgien           | A | Boris-Paitschadse-Dinamo-Arena, Tiflis           | End-of-year Internationals 2022 |                                    |
| 263. | 13.11.2022 | 21:16 | Rumänien           | A | Stadionul Arcul de Triumf, Bukarest              | End-of-year Internationals 2022 |                                    |
| 264. | 19.11.2022 | 19:43 | Tonga              | N | Stadionul Arcul de Triumf, Bukarest              | End-of-year Internationals 2022 | erstes Test Match gegen Tonga      |
| 265. | 29.07.2023 | 26:25 | Chile              | H | Estadio Charrúa, Montevideo                      | WM-Vorbereitungsspiel           |                                    |
| 266. | 05.08.2023 | 26:18 | Namibia            | H | Estadio Charrúa, Montevideo                      | WM-Vorbereitungsspiel           |                                    |
| 267. | 14.09.2023 | 12:27 | Frankreich         | A | Stade Pierre-Mauroy, Villeneuve-d’Ascq           | Weltmeisterschaft 2023          | erstes Test Match gegen Frankreich |
| 268. | 20.09.2023 | 17:38 | Italien            | N | Stade de Nice, Nizza                             | Weltmeisterschaft 2023          |                                    |
| 269. | 27.09.2023 | 36:26 | Namibia            | N | Groupama Stadium, Décines-Charpieu               | Weltmeisterschaft 2023          |                                    |
| 270. | 05.10.2023 | 0:73  | Neuseeland         | N | Groupama Stadium, Décines-Charpieu               | Weltmeisterschaft 2023          | erstes Test Match gegen Neuseeland |
| 271. | 20.07.2024 | 5:79  | Argentinien        | H | Estadio Charrúa, Montevideo                      | Mid-year Internationals 2024    |                                    |
| 272. | 27.07.2024 | 19:31 | Schottland         | H | Estadio Charrúa, Montevideo                      | Mid-year Internationals 2024    |                                    |
| 273. | 09.11.2024 | 24:33 | Spanien            | A | Estadio Nacional Universidad Complutense, Madrid | End-of-year Internationals 2024 |                                    |
| 274. | 16.11.2024 | 20:36 | Japan              | N | Chambéry Savoie Stadium, Chambéry                | End-of-year Internationals 2024 |                                    |
| 275. | 23.11.2024 | 23:21 | Rumänien           | A | Stadionul Arcul de Triumf, Bukarest              | End-of-year Internationals 2024 |                                    |
| 276. | 12.07.2025 | 70:8  | Rumänien           | H | Estadio Charrúa, Montevideo                      | Mid-year Internationals 2025    |                                    |
| 277. | 19.07.2025 | 17:52 | Argentinien        | A | Estadio Padre Ernesto Martearena, Salta          | Mid-year Internationals 2025    |                                    |
| 278. | 26.07.2025 | 38:0  | Paraguay           | A | Estadio Héroes de Curupayty, Luque               | WM-Qualifikation                |                                    |
| 279. | 23.08.2025 |       | Paraguay           | H | Estadio Charrúa, Montevideo                      | WM-Qualifikation                |                                    |

## Länderspiele ohne Test-Match-Status
| Nr. | Datum      | Erg.  | Gegner                          |   | Austragungsort                                  | Anlass                           |
| --- | ---------- | ----- | ------------------------------- | - | ----------------------------------------------- | -------------------------------- |
| 01. | 23.09.1956 | 0:43  | Oxford und Cambridge University | H | Montevideo                                      | Freundschaftsspiel               |
| 02. | 20.08.1960 | 0:61  | Frankreich                      | H | Carrasco Polo Club, Montevideo                  | Tour Match                       |
| 03. | 29.09.1968 | 6:26  | Argentinien B                   | A | ?                                               | Freundschaftsspiel               |
| 04. | 11.10.1969 | 9:29  | Argentinien B                   | H | Montevideo                                      | Freundschaftsspiel               |
| 05. | 25.08.1976 | 0:47  | Argentinien                     | H | Montevideo Cricket Club, Montevideo             | Freundschaftsspiel               |
| 06. | 12.10.1976 | 3:64  | Neuseeland                      | H | Estadio Centenario, Montevideo                  | Tour Match                       |
| 07. | 24.06.1979 | 7:58  | Argentinien                     | H | Montevideo                                      | Freundschaftsspiel               |
| 08. | 30.06.1985 | 6:34  | Frankreich                      | A | Estadio Charrúa, Montevideo                     | Tour Match                       |
| 09. | 06.11.1993 | 37:22 | South Africa Development        | H | Montevideo                                      | Freundschaftsspiel               |
| 10. | 08.06.1998 | 5:72  | Jaguares                        | A | Buenos Aires Cricket & Rugby Club, Buenos Aires | Freundschaftsspiel               |
| 11. | 17.10.1998 | 14:30 | Jaguares                        | A | CA San Isidro, Buenos Aires                     | Südamerikameisterschaft 1998     |
| 12. | 18.11.2000 | 19:29 | Jaguares                        | H | Carrasco Polo Club, Montevideo                  | Südamerikameisterschaft 2000     |
| 13. | 12.04.2001 | 0:72  | Jaguares                        | A | Buenos Aires Cricket & Rugby Club, Buenos Aires | Freundschaftsspiel               |
| 14. | 24.11.2001 | 7:63  | Jaguares                        | A | La Plata Rugby Club, La Plata                   | Südamerikameisterschaft 2001     |
| 15. | 24.11.2001 | 22:66 | Wales A                         | A | Cardiff Arms Park, Cardiff                      | Freundschaftsspiel               |
| 16. | 13.08.2003 | 3:24  | Fidschi                         | H | Estadio Luis Franzini, Montevideo               | Freundschaftsspiel               |
| 17. | 15.05.2005 | 21:27 | Provincias Argentinas           | A | Club Los Matreros, Buenos Aires                 | Südamerikameisterschaft 2005     |
| 18. | 20.09.2006 | 20:14 | Portugal A                      | H | Country Club Los Teros, Montevideo              | Freundschaftsspiel               |
| 19. | 31.05.2008 | 8:43  | Jaguares                        | H | Estadio Charrúa, Montevideo                     | Südamerikameisterschaft 2008     |
| 20. | 23.05.2009 | 9:23  | Jaguares                        | H | Estadio Charrúa, Montevideo                     | Südamerikameisterschaft 2009     |
| 21. | 16.06.2009 | 3:27  | Schottland A                    | N | Stadionul Arcul de Triumf, Bukarest             | IRB Nations Cup 2009             |
| 22. | 23.05.2009 | 22:54 | Jaguares                        | A | Jockey Club, Córdoba                            | Freundschaftsspiel               |
| 23. | 23.05.2009 | 13:55 | Jaguares                        | A | Belgrano Athletic Club, Córdoba                 | Freundschaftsspiel               |
| 24. | 21.05.2010 | 0:38  | Jaguares                        | N | Carr de la Reina, Santiago de Chile             | Südamerikameisterschaft 2010     |
| 25. | 09.06.2010 | 10:43 | Frankreich A                    | N | Infinity Park, Glendale                         | Churchill Cup 2010               |
| 26. | 25.05.2011 | 14:75 | Jaguares                        | A | Tacuru Social Club, Posadas                     | Südamerikameisterschaft 2011     |
| 27. | 02.11.2011 | 12:87 | Jaguares                        | A | ?                                               | Freundschaftsspiel               |
| 28. | 20.05.2012 | 5:40  | Jaguares                        | N | Carr de la Reina, Santiago de Chile             | Südamerikameisterschaft 2012     |
| 29. | 12.10.2012 | 10:28 | Canada Selects                  | A | Westhills Stadium, Langford                     | Americas Rugby Championship 2012 |
| 30. | 16.10.2012 | 10:21 | Jaguares                        | N | Westhills Stadium, Langford                     | Americas Rugby Championship 2012 |
| 31. | 20.10.2012 | 26:8  | USA Select XV                   | N | Westhills Stadium, Langford                     | Americas Rugby Championship 2012 |
| 32. | 06.04.2013 | 10:41 | Jaguares                        | H | Montevideo                                      | Freundschaftsspiel               |
| 33. | 27.04.2013 | 18:29 | Jaguares                        | H | Estadio Charrúa, Montevideo                     | Südamerikameisterschaft 2013     |
| 34. | 07.06.2013 | 9:37  | South Africa President’s XV     | N | Awtschala-Stadion, Tiflis                       | IRB Tbilisi Cup 2013             |
| 35. | 16.06.2013 | 33:42 | Emerging Ireland                | N | Awtschala-Stadion, Tiflis                       | IRB Tbilisi Cup 2013             |
| 36. | 11.10.2013 | 10:17 | Canada Selects                  | A | Westhills Stadium, Langford                     | Americas Rugby Championship 2013 |
| 37. | 15.10.2013 | 0:34  | Jaguares                        | N | Westhills Stadium, Langford                     | Americas Rugby Championship 2013 |
| 38. | 19.10.2013 | 8:20  | USA Select XV                   | N | Westhills Stadium, Langford                     | Americas Rugby Championship 2013 |
| 39. | 18.06.2014 | 3:51  | Emerging Ireland                | N | Stadionul Arcul de Triumf, Bukarest             | IRB Nations Cup 2014             |
| 40. | 23.05.2015 | 22:30 | Fidschi                         | H | Estadio Charrúa, Montevideo                     | Mid-year Internationals 2015     |
| 41. | 31.05.2015 | 22:42 | Fiji Warriors                   | H | Estadio Charrúa, Montevideo                     | Mid-year Internationals 2015     |
| 42. | 17.06.2015 | 7:33  | Emerging Ireland                | N | Awtschala-Stadion, Tiflis                       | World Rugby Tbilisi Cup 2015     |
| 43. | 21.06.2015 | 13:23 | Italia Emergente                | N | Awtschala-Stadion, Tiflis                       | World Rugby Tbilisi Cup 2015     |
| 44. | 01.08.2015 | 30:26 | Argentinien                     | H | Estadio Charrúa, Montevideo                     | Freundschaftsspiel               |
| 45. | 20.02.2016 | 21:24 | Argentinien                     | H | Campus de Maldonado, Maldonado                  | Americas Rugby Championship 2016 |
| 46. | 28.05.2016 | 8:18  | Argentinien                     | H | Estadio Suppici, Colonia del Sacramento         | Sudamerica Rugby Cup 2016        |
| 47. | 09.06.2016 | 24:26 | Italia Emergente                | N | Stadionul Arcul de Triumf, Bukarest             | World Rugby Nations Cup 2016     |
| 48. | 11.02.2017 | 12:57 | Argentinien                     | A | Estadio Villa Mitre, Bahía Blanca               | Americas Rugby Championship 2017 |
| 49. | 10.06.2017 | 30:21 | Italia Emergente                | H | Estadio Charrúa, Montevideo                     | World Rugby Nations Cup 2017     |
| 50. | 29.09.2017 | 33:38 | Argentinien                     | H | Estadio Suppici, Colonia del Sacramento         | Sudamerica Rugby Cup 2017        |
| 51. | 17.02.2018 | 17:34 | Argentinien                     | A | Estadio Domingo Burgueño Miguel, Punta del Este | Americas Rugby Championship 2018 |
| 52. | 02.06.2018 | 29:10 | Fiji Warriors                   | H | Estadio Parque Artigas, Las Piedras             | World Rugby Nations Cup 2018     |
| 53. | 06.06.2018 | 23:19 | Italia Emergente                | H | Estadio Parque Artigas Las Piedras              | World Rugby Nations Cup 2018     |
| 54. | 10.06.2018 | 26:20 | Argentinien                     | H | Estadio Parque Artigas Las Piedras              | World Rugby Nations Cup 2018     |
| 55. | 25.08.2018 | 41:36 | Brasilien                       | A | ?                                               | Freundschaftsspiel               |
| 56. | 23.02.2019 | 10:35 | Argentinien                     | A | Estadio José Amalfitani, Buenos Aires           | Americas Rugby Championship 2019 |
| 57. | 15.06.2019 | 15:28 | Argentinien                     | H | Estadio Charrúa, Montevideo                     | World Rugby Nations Cup 2019     |
| 58. | 30.08.2019 | 43:5  | Brasilien                       | H | Estadio Charrúa, Montevideo                     | Freundschaftsspiel               |
| 59. | 07.09.2019 | 24:35 | Argentinien                     | A | Estadio Charrúa, Montevideo                     | Freundschaftsspiel               |
| 60. | 07.09.2020 | 25:17 | Brasilien                       | H | Estadio Charrúa, Montevideo                     | Sudamericano 4 Naciones 2020     |
| 61. | 07.09.2020 | 21:22 | Chile                           | H | Estadio Charrúa, Montevideo                     | Sudamericano 4 Naciones 2020     |
| 62. | 07.09.2020 | 19:53 | Argentinien                     | H | Estadio Charrúa, Montevideo                     | Sudamericano 4 Naciones 2020     |
| 63. | 04.07.2021 | 42:26 | Argentinien                     | H | Estadio Charrúa, Montevideo                     | Freundschaftsspiel               |
| 64. | 19.09.2021 | 19:28 | Argentinien                     | H | Estadio Charrúa, Montevideo                     | Freundschaftsspiel               |
| 65. | 14.11.2021 | 13:31 | Italien A                       | A | Stadio Plebiscito, Padua                        | End-of-year Internationals 2021  |

## Statistik
(Stand: 11. August 2025)

### Gegner bei Test Matches
| Land               | Spiele | Gewonnen | Unent- schieden | Verloren | % Siege |
| ------------------ | ------ | -------- | --------------- | -------- | ------- |
| Argentinien        | 34     | 0        | 0               | 34       | 0,00    |
| Australien         | 2      | 0        | 0               | 2        | 0,00    |
| Belgien            | 1      | 1        | 0               | 0        | 100,00  |
| Brasilien          | 30     | 27       | 0               | 3        | 90,00   |
| Chile              | 56     | 42       | 1               | 13       | 75,00   |
| Deutschland        | 1      | 0        | 0               | 1        | 0,00    |
| England            | 2      | 0        | 0               | 2        | 0,00    |
| Fidschi            | 4      | 1        | 0               | 3        | 25,00   |
| Frankreich         | 1      | 0        | 0               | 1        | 0,00    |
| Georgien           | 7      | 2        | 0               | 5        | 28,57   |
| Hongkong           | 1      | 0        | 0               | 1        | 100,00  |
| Italien            | 5      | 0        | 0               | 5        | 0,00    |
| Japan              | 6      | 1        | 0               | 5        | 16,67   |
| Kanada             | 12     | 5        | 0               | 7        | 41,67   |
| Kasachstan         | 1      | 1        | 0               | 0        | 100,00  |
| Marokko            | 2      | 1        | 0               | 1        | 50,00   |
| Namibia            | 6      | 5        | 0               | 1        | 83,33   |
| Neuseeland         | 1      | 0        | 0               | 1        | 0,00    |
| Paraguay           | 27     | 26       | 1               | 0        | 96,30   |
| Peru               | 1      | 1        | 0               | 0        | 100,00  |
| Portugal           | 9      | 6        | 0               | 3        | 66,67   |
| Rumänien           | 15     | 5        | 1               | 9        | 33,33   |
| Russland           | 9      | 5        | 0               | 4        | 55,55   |
| Samoa              | 1      | 0        | 0               | 1        | 0,00    |
| Schottland         | 2      | 0        | 0               | 2        | 0,00    |
| Spanien            | 15     | 7        | 0               | 8        | 46,67   |
| Südafrika          | 3      | 0        | 0               | 3        | 0,00    |
| Tonga              | 1      | 0        | 0               | 1        | 0,00    |
| Venezuela          | 1      | 1        | 0               | 0        | 100,00  |
| Vereinigte Staaten | 20     | 4        | 1               | 15       | 20,00   |
| Wales              | 2      | 0        | 0               | 2        | 0,00    |
| Gesamt             | 278    | 142      | 4               | 132      | 51,08   |

### Bilanz der Test Matches
|         | Spiele | Siege | Unent- schieden | Nieder- lagen |
| ------- | ------ | ----- | --------------- | ------------- |
| Heim    | 104    | 72    | 2               | 30            |
| Neutral | 75     | 34    | 0               | 41            |
| Gast    | 99     | 36    | 2               | 61            |
| Gesamt  | 278    | 142   | 4               | 132           |

### Spielstädte
| Stadt      | Spiele | Siege | Unent- schieden | Nieder- lagen | erstes Spiel | letztes Spiel |
| ---------- | ------ | ----- | --------------- | ------------- | ------------ | ------------- |
| Maldonado  | 2      | 2     | 0               | 0             | 2017         | 2017          |
| Montevideo | 101    | 70    | 2               | 29            | 1948         | 2025          |
| Paysandú   | 1      | 0     | 0               | 1             | 2014         | 2014          |